# Austropallene gracilipes
Austropallene gracilipes là một loài nhện biển trong họ Callipallenidae. Loài này thuộc chi Austropallene. Austropallene gracilipes được miêu tả khoa học năm 1944 bởi Gordon.